# Vasilij Dmitrievič Polenov
Vasilij Dmitrievič Polenov (in russo Василий Дмитриевич Поленов?; San Pietroburgo, 1º giugno 1844 – Tula, 18 luglio 1927) è stato un pittore russo, specializzato in soggetti storici, paesaggistici e di genere, nonché pedagogo. Sua sorella Elena Dmitrievna Polenova fu una artista poliedrica.

## Biografia
Polenov nacque il 1º giugno 1844 a San Pietroburgo, in una famiglia dai variegati interessi artistici e culturali. Frequentò il ginnasio di Petrozavodsk e, al termine, si iscrisse all'Accademia imperiale delle arti. Studiò con Pavel Petrovič Čistjakov.
Nel 1869 gli fu conferita una medaglia d'oro piccola per il quadro Giobbe e I suoi amici e l'anno seguente una grande per il suo Cristo resuscita la figlia di Giairo.

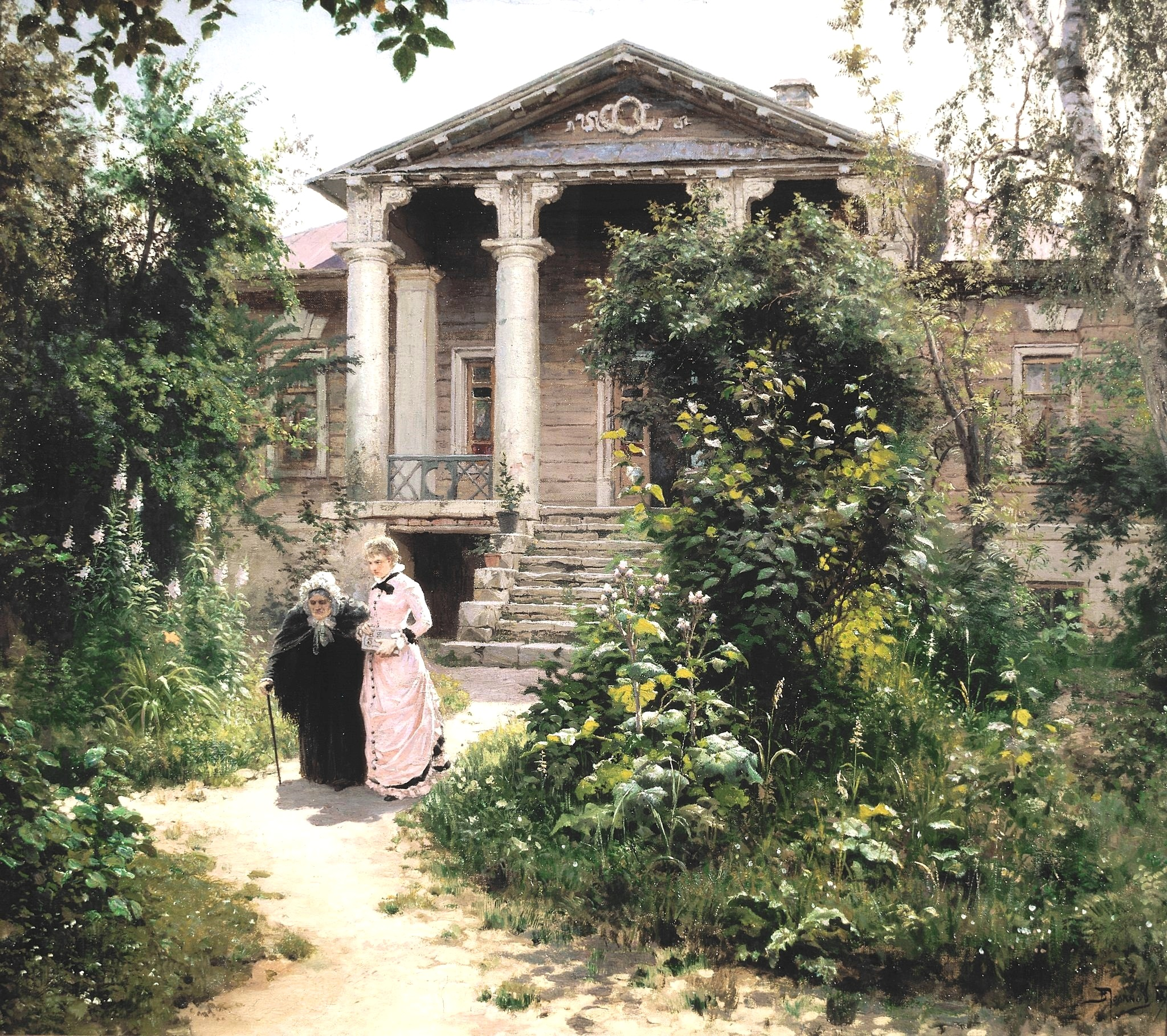
Il giardino della nonna (1878-79; Mosca, Galleria Tret'jakov, stanza 35).

Contemporaneamente Polenov frequentava i corsi universitari alla facoltà di Legge. Terminati gli studi, nel 1872, si recò all'estero con una borsa di studio dell'accademia. Visitò Vienna, Monaco, Venezia, Firenze e Napoli e soggiornò a lungo a Parigi dove dipinse, tra gli altri, il quadro Arresto della contessa d'Etremont che gli valse il conferimento, nel 1876, del titolo di Accademico.
Tornato, nello stesso anno, in patria si recò ben presto sul teatro della guerra russo-turca, dove assunse il ruolo di pittore ufficiale presso lo stato maggiore dell'erede al trono (il futuro imperatore Alessandro III). Alla fine del conflitto si trasferì a Mosca, da cui effettuò, nel 1884, un viaggio a Costantinopoli e, da qui, in Palestina, Siria ed Egitto. Nel 1879 entrò a far parte dell'Associazione delle mostre d'arte itineranti.

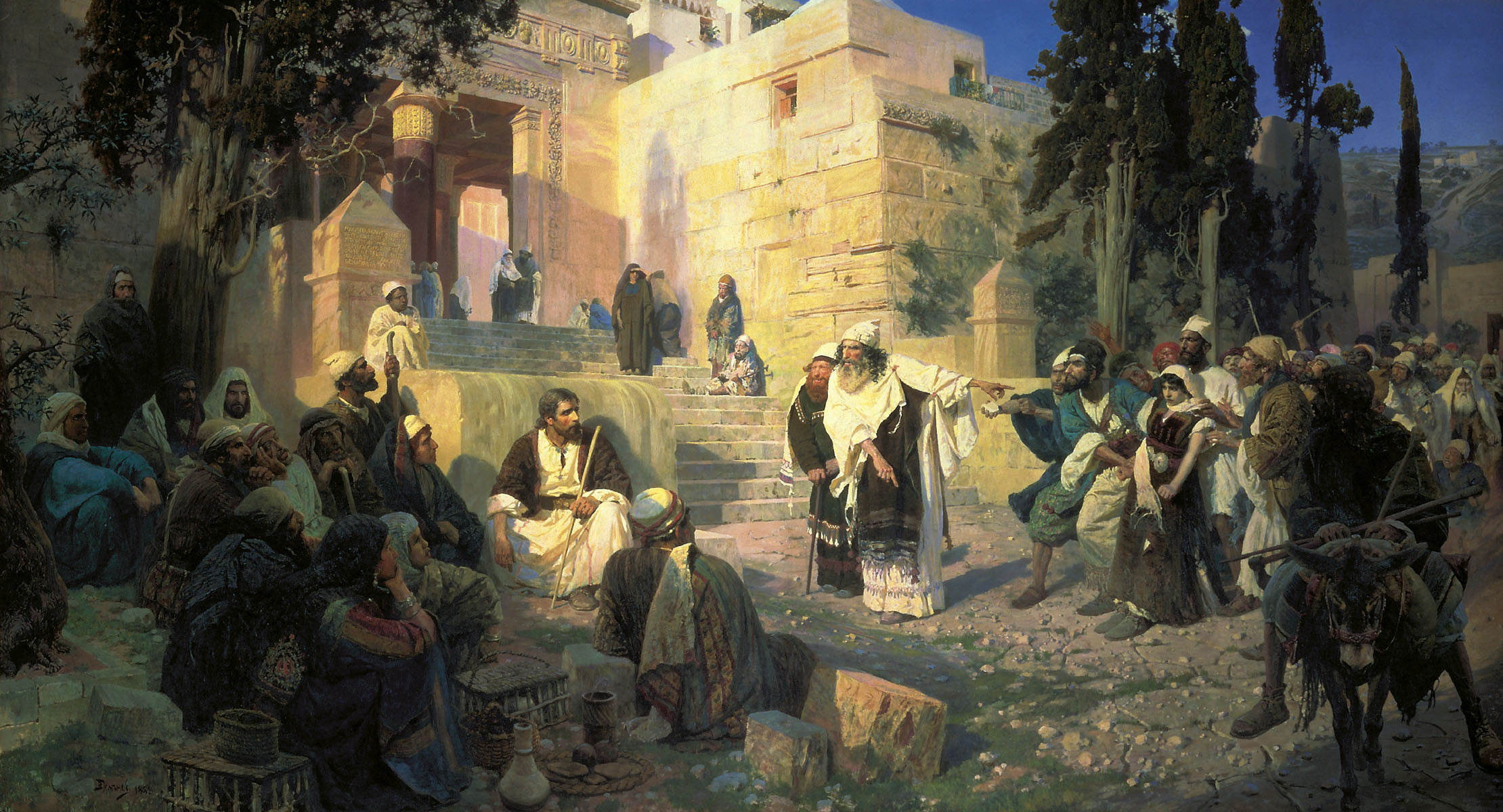
Cristo e l'adultera (1888; San Pietroburgo, Museo Russo).

A partire dagli anni 1870 Polenov lavorò parecchio nel campo delle decorazioni teatrali. Dal 1882 al 1895 fu insegnante all'Istituto moscovita di pittura, scultura ed architettura, dove ebbe come allievi Isaak Levitan, Konstantin Alekseevič Korovin, Il'ja Semënovič Ostrouchov, Abram Efimovič Archipov e Aleksandr Jakovlevič Golovin.

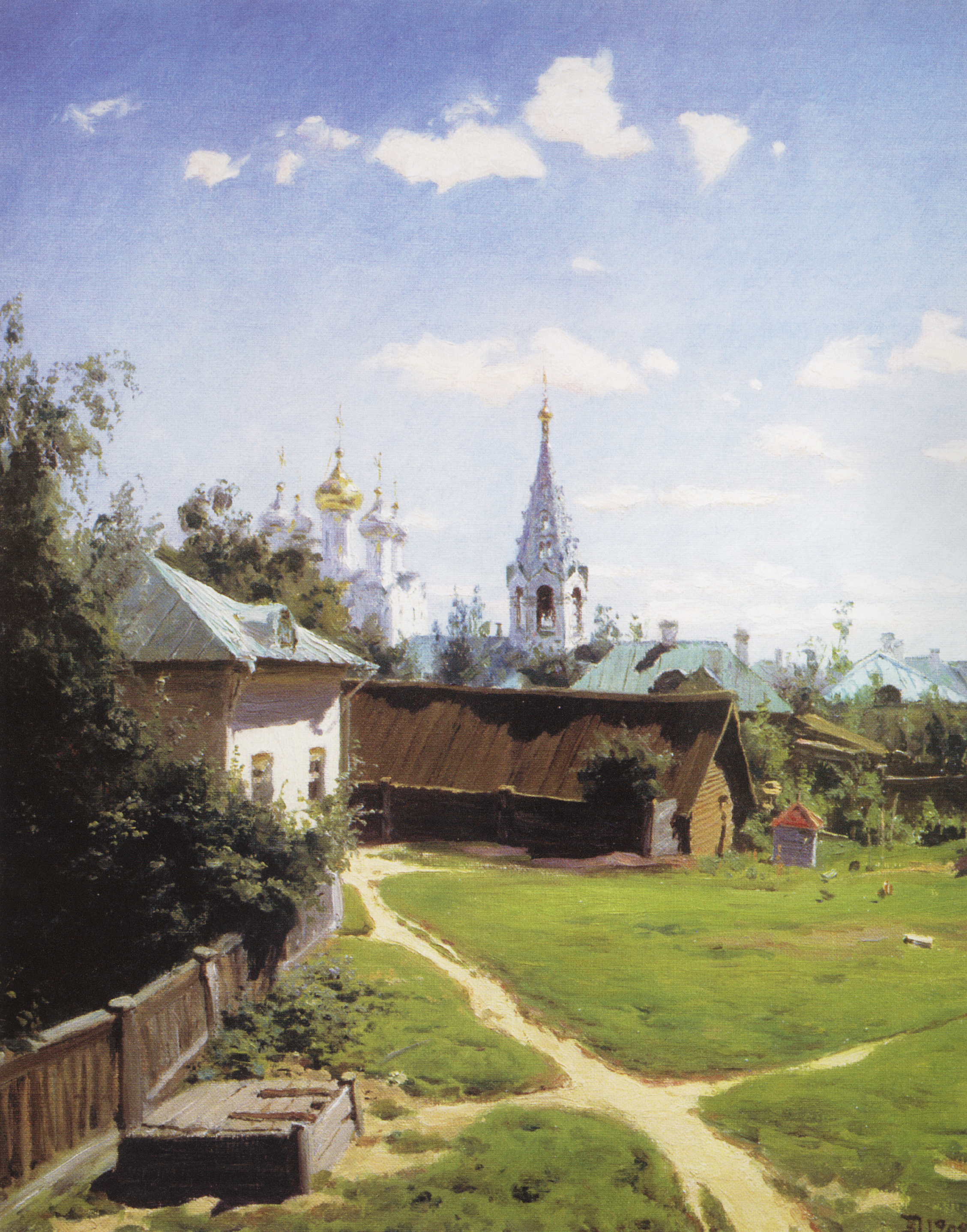
Cortiletto moscovita (1877; Mosca, Galleria Tret'jakov).

Tra il 1910 e il 1918 Polenov si dedicò, a Mosca, ad attività di divulgazione culturale, partecipando all'organizzazione del Teatro popolare.
L'artista morì il 18 luglio 1927 nel villaggio di Borok (l'attuale Polenovo), regione di Tula.

### Opere principali
- Cortiletto moscovita (1878)
- Il giardino della nonna (1879)
- Estate (1879)
- Lo stagno (1880)
- Grande (1886)
- Cristo e la peccatrice (1887)